# WTA Lexington
Das WTA Kentucky (offiziell: Top Seed Open) ist ein Tennisturnier der WTA Tour, das in Lexington, Kentucky, auf Hartplatz ausgetragen wird.

## Siegerliste

### Einzel
| Jahr                         | Siegerin       | Finalgegnerin | Ergebnis |
| ---------------------------- | -------------- | ------------- | -------- |
| ↓ Kategorie: International ↓ |                |               |          |
| 2020                         | Jennifer Brady | Jil Teichmann | 6:3, 6:4 |

### Doppel
| Jahr                         | Siegerinnen                 | Finalgegnerinnen             | Ergebnis |
| ---------------------------- | --------------------------- | ---------------------------- | -------- |
| ↓ Kategorie: International ↓ |                             |                              |          |
| 2020                         | Hayley Carter Luisa Stefani | Marie Bouzková Jil Teichmann | 6:1, 7:5 |